# Sam Hui
Sam Hui (Samuel Hui; chiń. trad. 許冠傑, chiń. upr. 许冠杰, pinyin Xǔ Guànjié) (ur. 6 września 1948 w Hongkongu) – chiński piosenkarz i aktor.

## Życiorys
Hui ukończył studia na Wydziale Nauk Społecznych Uniwersytetu w Hongkongu. Rozpoczął karierę aktorską na początku lat siedemdziesiątych XX wieku, występując w kilku komediach filmowych. Na ekranie towarzyszyło mu dwóch jego starszych braci – Michael Hui i Ricky Hui. Muzyczną gwiazdą uczyniły go występy w kanale telewizyjnym TVB, gdzie śpiewał w zespole Lotus. We wczesnych latach kariery wykonywał również chińskie wersje piosenek angielskich i amerykańskich. Jednym z jego największych przebojów jest wykonywana w drugiej połowie lat siedemdziesiątych piosenka z filmu Private Eyes. Hui od wielu lat jest żonaty z Rebeccą Fleming, z którą posiada dwóch synów.

## Płyty w języku angielskim
- „Time of The Season” (1971)
- „Morning After” (1974)
- „Interlude” (1975)
- „Came Travelling” (1977)

## Filmografia
- Back Alley Princess (1973)
- The Tattooed Dragon (1973)
- Chinatown Capers (1974)
- Naughty! Naughty! (1974)
- Games Gamblers Play (1974)
- The Last Message (1975)
- Ban jin ba liang (1976)
- Money Crazy (1977)
- The Contract (1978)
- Security Unlimited (1981)
- Aces Go Places (1982)
- Aces Go Places 2 (1983)
- Aces Go Places 3 (1984)
- A Family Affair (1984)
- Robby the Rascal (1985)
- Working Class (1985)
- Aces Go Places 4 (1986)
- The Legend of Wisely (1987)
- Chicken and Duck Talk (1988)
- Aces Go Places 5: The Terracotta Hit (1989)
- The Dragon from Russia (1990)
- The Swordsman (1990)
- Front Page (1990)
- Laughter of the Water Margins (1993)
- All's Well, Ends Well Too (1993)
- Winner Takes All (2000)